# Virène
La Virène est une rivière française de Normandie, affluent de la Vire en rive gauche, dans les départements de la Manche et du Calvados.

## Géographie
La Virène prend sa source dans l'ancienne commune de Vengeons (Sourdeval) et prend la direction du nord-ouest, puis du nord à son entrée dans le Calvados. Elle se joint aux eaux de la Vire à Vire Normandie, après un parcours de 12,8 km dans le sud du Bocage virois.

## Bassin et affluents
D'une superficie de 79 km2, le bassin versant de la Virène est bordé à l'est par le bassin direct de la Vire et de ses premiers affluents, au nord par celui de la Brévogne, autre affluent du fleuve côtier. À l'ouest, il avoisine le bassin direct de la Sienne naissante, et au sud de celui de la Sée, par ses premiers affluents de rive droite.
Son seul affluent notable, la Dathée (14,6 km), occupe la moitié occidentale du bassin et conflue en rive gauche deux kilomètres avant la confluence avec la Vire. Le lac de barrage de la Dathée est un lieu de loisirs de l'agglomération viroise.

## Communes traversées
Rivière de courte longueur, la Virène traverse, après avoir pris sa source dans l'ancienne commune manchoise de Vengeons (intégrée à Sourdeval en 2016), la commune la plus étendue de l'arrondissement de Vire jusqu'en 2015, Saint-Germain-de-Tallevende-la-Lande-Vaumont (intégrée à Vire Normandie). Elle en marquait la limite au nord-ouest avec l'ancienne commune associée à Vire, Saint-Martin-de-Tallevende, et entre brièvement dans le propre territoire de Vire avant la confluence.